# Jim Allevinah
Jim Émilien Ngowet Allevinah (* 27. Februar 1995 in Agen) ist ein gabunisch-französischer Fußballspieler.

## Karriere

### Verein
Allevinah begann seine fußballerische Laufbahn bei der Entente Boé-Bon-Encontre, ehe er 2014 zur SU Agen wechselte. Nur ein Jahr später unterschrieb er beim französischen Fünftligisten FC Marmande. Dort spielte er in der Saison 2015/16 20 Mal, wobei er viermal treffen konnte. Während dieser Zeit absolvierte er diverse Probetrainings bei Profimannschaften, wie dem FCO Dijon oder Girondins Bordeaux. Im Sommer 2016 wechselte er zum Ligakonkurrenten Aviron Bayonnais. In seiner ersten Spielzeit im neuen Trikot schoss er sechs Tore in 22 Ligaspielen. Die Folgesaison beendete er mit 25 Einsätzen und neun Treffern. Nach zwei Jahren bei Aviron Bayonnais wechselte er in die National 2 zum CO Le Puy. Hier kam er zu zwei Toren und vier Vorlagen in wettbewerbsübergreifend 27 Partien, wodurch sein Verein unter anderem den Aufstieg in die National schaffte.
Zur neuen Saison 2019/20 wechselte Allevinah in den Profibereich zu Clermont Foot. Bei seinem Profidebüt in der Ligue 2 gegen LB Châteauroux gewann sein Team mit 3:0 und er persönlich gab den Assist zum Endstand. Bei einem 2:0-Auswärtssieg gegen den Paris FC schoss er sein erstes Tor für Clermont zum 1:0-Führungstreffer. 2019/20 spielte er in der 22 Mal bis zum Ligaabbruch und traf zweimal. In der gesamten Spielzeit 2020/21 stand er in jedem Ligaspiel auf dem Platz, schoss dabei fünf Tore und gab sechs Vorlagen. Am Ende der Saison wurde Clermont Vizemeister und stieg somit in die Ligue 1 auf. Am 8. August 2021 (1. Spieltag) stand er beim 2:0-Sieg gegen Girondins Bordeaux in der Startelf und gab somit sein Debüt in der höchsten französischen Spielklasse. In der restlichen Saison 2021/22 absolvierte Allevinah 30 weitere Ligaspiele. In der Spielzeit 2022/23 stand er in 36 von 38 möglichen Partien der Ligue 1 auf dem Platz; lediglich zwei Begegnungen verpasste er aufgrund einer Leistenverletzung. Auch in der Saison 2023/24 war er regelmäßig im Einsatz und kam trotz einer kurzen Ausfallzeit wegen einer Kopfverletzung auf 29 Ligaspiele. Im Juli 2024 wechselte er ablösefrei zum Ligakonkurrenten SCO Angers, für den er in seiner ersten Saison 28-mal in der Ligue 1 spielte, davon 23-mal in der Startelf.

### Nationalmannschaft
Allevinah debütierte am 23. März 2019 in einem Afrika-Cup-Qualifikationsspiel gegen Burundi über die vollen 90 Minuten für die gabunische A-Nationalmannschaft. Sein erster Treffer gelang ihm am 5. September 2021 in der WM-Qualifikation gegen Ägypten bei einem 1:1-Unentschieden.

## Erfolge
CO Le Puy
- Aufstieg in die National: 2019

Clermont Foot
- Aufstieg in die Ligue 1: 2021